# محمدزاده
محمدزاده (به معنای فرزند و نسل محمد) از نام‌های خانوادگی در ایران است. در زیر فهرستی از بعضی افراد با این نام خانوادگی را مشاهده می‌نمایید:
- ایاز محمدزاده تولون نظامی
- حسین محمدزاده نماینده نهمین دوره مجلس شورای اسلامی
- رجبعلی محمدزاده از فرماندهان نظامی ایرانی در جنگ ایران و عراق
- رجب محمدزاده جانباز هفتاد درصد جنگ ایران و عراق
- حسین محمدزاده صدیق
- محمد محمدزاده تیتکانلو عکاس، نقاش و محقق تاریخ عکاسی
- مهدی محمدزاده بازیکن فوتبال
- وحید محمدزاده بازیکن فوتبال
- نوید محمدزاده هنرپیشه